# Apamea alpigena
Apamea alpigena är en fjärilsart som beskrevs av Jean Baptiste Boisduval 1837. Apamea alpigena ingår i släktet Apamea och familjen nattflyn. Inga underarter finns listade i Catalogue of Life.